# 45. Kavallerie-Brigade (Deutsches Kaiserreich)
Die 45. Kavallerie-Brigade  war ein Großverband der Preußischen Armee.

## Geschichte
Die 45. Kavallerie-Brigade wurde am 1. Oktober 1913 in Saarlouis aufgestellt und am
6. Mai 1918 in  Kavallerie-Schützen-Kommando 45. umbenannt.

### Übergeordnete Einheiten 1913–1914
- XVI. Armee-Korps in Metz
- 34. Division in Metz

### Übergeordnete Einheiten 1914–1918
- 2. August 1914 bis 14. Oktober 1916: 6. Kavallerie-Division
- Höheres Kavallerie-Kommando Nr. 4[1]
- 1. Februar 1917 bis 1. Mai 1918: 4. Kavallerie-Division
- 1. Mai 1918 bis Kriegsende: 6. Kavallerie-Schützen-Division

### Untergeordnete Einheiten 1913–1914
- Husaren-Regiment „König Humbert von Italien“ (1. Kurhessisches) Nr. 13
- Jäger-Regiment zu Pferde Nr. 13

### Untergeordnete Einheiten 1914–1918

#### Kriegsgliederung am 2. August 1914
- Husaren-Regiment König Humbert von Italien (1. Kurhessisches) Nr. 13 in Diedenhofen
- Jäger-Regiment zu Pferd Nr. 13 in St. Avold[2]
- reitende Abteilung Feld-Artillerie-Regiment von Holtzendorff (1. Rheinisches) Nr. 8
- Maschinengewehr-Abteilung Nr. 6
- Kavallerie-Pionier-Abteilung

#### Kriegsgliederung am 17. August 1914
- Husaren-Regiment König Humbert von Italien (1. Kurhessisches) Nr. 13
- Jäger-Regiment zu Pferd Nr. 13

#### Kriegsgliederung am 3. Mai 1918
- Husaren-Regiment König Humbert von Italien (1. Kurhessisches) Nr. 13
- Jäger-Regiment zu Pferd Nr. 13
- 5. Eskadron Königs-Ulanen-Regiment (1. Hannoversches) Nr. 13
- Reserve-Dragoner-Schützen-Regiment Nr. 7

### Brigadekommandeure
| Name                                                        | Datum                             |
| ----------------------------------------------------------- | --------------------------------- |
| Eberhard von Hofacker, Königlich-Württembergischer Offizier | 1. Oktober 1913                   |
| Georg Sänger                                                | 25. September 1914                |
| Carl Aemil Hugo                                             | 14. Oktober 1914                  |
| Jobst Hermann Prinz zur Lippe-Weißenfeld                    | 27. September 1915                |
| Eginhard Eschborn                                           | 14. Oktober 1916                  |
| Friedrich Freiherr von Wechmar                              | 25. Oktober 1917                  |
| Fritz Hopfen                                                | 28. September 1918 bis Kriegsende |

### Kampfhandlungen, Gefechte und Schlachten

#### 1914 Westfront, ab 14. November Ostfront
- 5. bis 21. August  Aufklärungs- und Verschleierungskämpfe vor der Front der 5. Armee
- 22. bis 27. August  Schlacht bei Longwy-Longuyon und am Othain-Abschnitt
- 28. August bis 1. September Schlacht um die Maasübergänge
- 2. bis 3. September  Schlacht bei Varennes-Montfaucon
- 4. bis 5. September Verfolgung westlich Verdun und durch die Argonnen
- 6. bis 12. September  Schlacht bei Vaubecourt-Fleury
- 17. bis 24. September  Schlacht bei Varennes
- 4. bis 14. Oktober Aufklärungs- und Verschleierungskämpfe in Belgien und Nordfrankreich
- 13. Oktober bis 3. November  Stellungskämpfe in Flandern und Artois
  - 15. bis 28. Oktober  Schlacht bei Lille
  - 30. Oktober bis 3. November  Schlacht bei Ypern
- 3. bis 9. November  Transport zur Ostfront
- 14. bis 15. November  Schlacht bei Kutno
- 16. November bis 15. Dezember  Schlacht bei Łódź
- ab 15. Dezember Schlacht an der Rawka-Bzura

#### 1915 Ostfront
- bis 19. Februar Schlacht an der Rawka-Bzura
- 27. Februar Schlacht von Przasnysz
- 3. bis 4. März Chorzele, Brzeski-Kolaki und Rembielin
- 3. bis 10. März  Gefechte im Orzyc-Bogen
- 11. bis 17. März Stellungskämpfe nördlich Przasnysz
- 22. bis 29. März Gefechte bei Memel und Tauroggen
- 26. April bis 9. Mai Vorstoß nach Litauen und Kurland
- 9. Mai bis 13. Juli Gefechte am Windawski-Kanal und an der oberen Windau
- 14. bis 25. Juli Schlacht um Schaulen
- 30. Juli bis 4. August Schlacht bei Kupischki
- 12. bis 19. August Schlacht bei Schimanzy-Ponedeli
- 20. August bis 3. September Gefechte am Njemenek und an der Düna
- 5. bis 8. September  Lojan, Daudsewas und an der Lauze
- 5. bis 28. September Gefechte gegen Jakobstadt (verstärkte Division)
- ab 29. September Stellungskämpfe vor Jacobstadt

#### 1916 Ostfront
- bis 14. Oktober Stellungskämpfe vor Jacobstadt
- 14. bis 19. Oktober Transport aus Kurland nach Rumänien
- 19. Oktober bis 9. November Grenzkämpfe am Vulkangebirge
- 10. bis 14. November Schlacht am Szurduk
- 16. bis 17. November Schlacht von Targu-Jiu
- 18. bis 23. November Verfolgung durch die Westwalachei
- 24. bis 27. November Kämpfe zum unteren Alt
- 28. bis 30. November Gefechte der Kavallerie zwischen Alt und Arges
- 1. bis 5. Dezember Schlacht am Argesch
- 4. bis 8. Dezember Verfolgung nach der Schlacht am Argesch
  - 6. Dezember Einnahme von Bukarest
- 9. bis 20. Dezember Verfolgungskämpfe an Jalomita -Prohava und Buzaul
- 21. bis 27. Dezember Schlacht bei Rimnicul-Sarat
- ab 28. Dezember Verfolgungskämpfe nach der Schlacht bei Rimnicul-Sarat

#### 1917 Ostfront, ab Februar Westfront
- bis 3. Januar Verfolgungskämpfe nach der Schlacht bei Rimnicul-Sarat
- 4. bis 8. Januar Schlacht an der Putna
- 6. bis 17. Januar Schlacht an der Putna und Sereth
- 20. bis 30. Januar Transport zur Westfront
- 15. Februar bis 12. Mai Reserve der OHL in Belgien
- ab 12. Mai bis Jahresende Stellungskämpfe in Lothringen

#### 1918 Westfront
- bis 30. April Stellungskämpfe in Lothringen
- 5. Juli bis 9. September Stellungskrieg in Flandern
  - 28. August bis 4. September Kämpfe vor der Front Ypern-La Bassee
- 10. bis 27. September Abwehrschlacht zwischen Cambrai und St.-Quentin
- 28. September bis 17. Oktober Abwehrschlacht in Flandern
- 18. bis 24. Oktober Nachhutkämpfe zwischen Yser und Lys
- 25. Oktober bis 1. November Schlacht an der Lys
- 2. bis 4. November Nachhutkämpfe beiderseits der Schelde
- 12. November bis 19. Dezember Räumung des besetzten Gebietes und Rückmarsch in die heimischen Garnisonen